# Lijst van personen overleden in januari 2019
Dit is een lijst van bekende personen die zijn overleden in januari 2019.

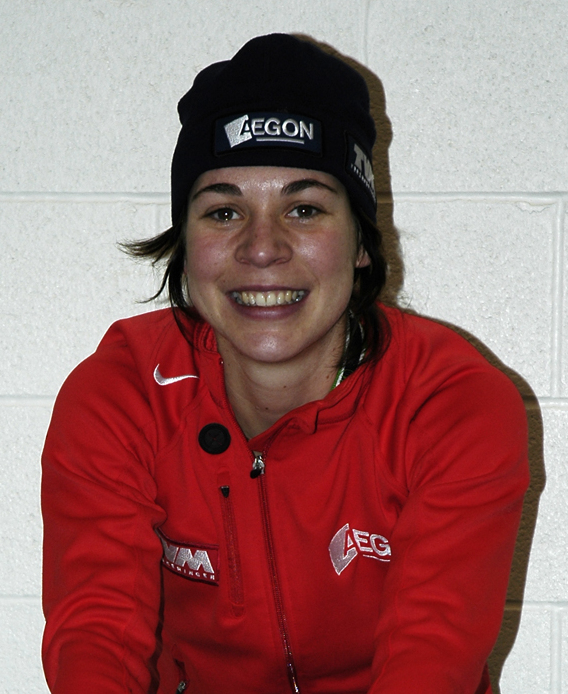
Paulien van Deutekom
2 januari

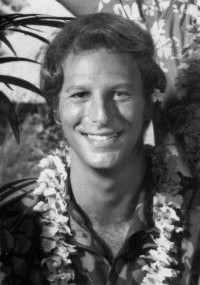
Bob Einstein
2 januari

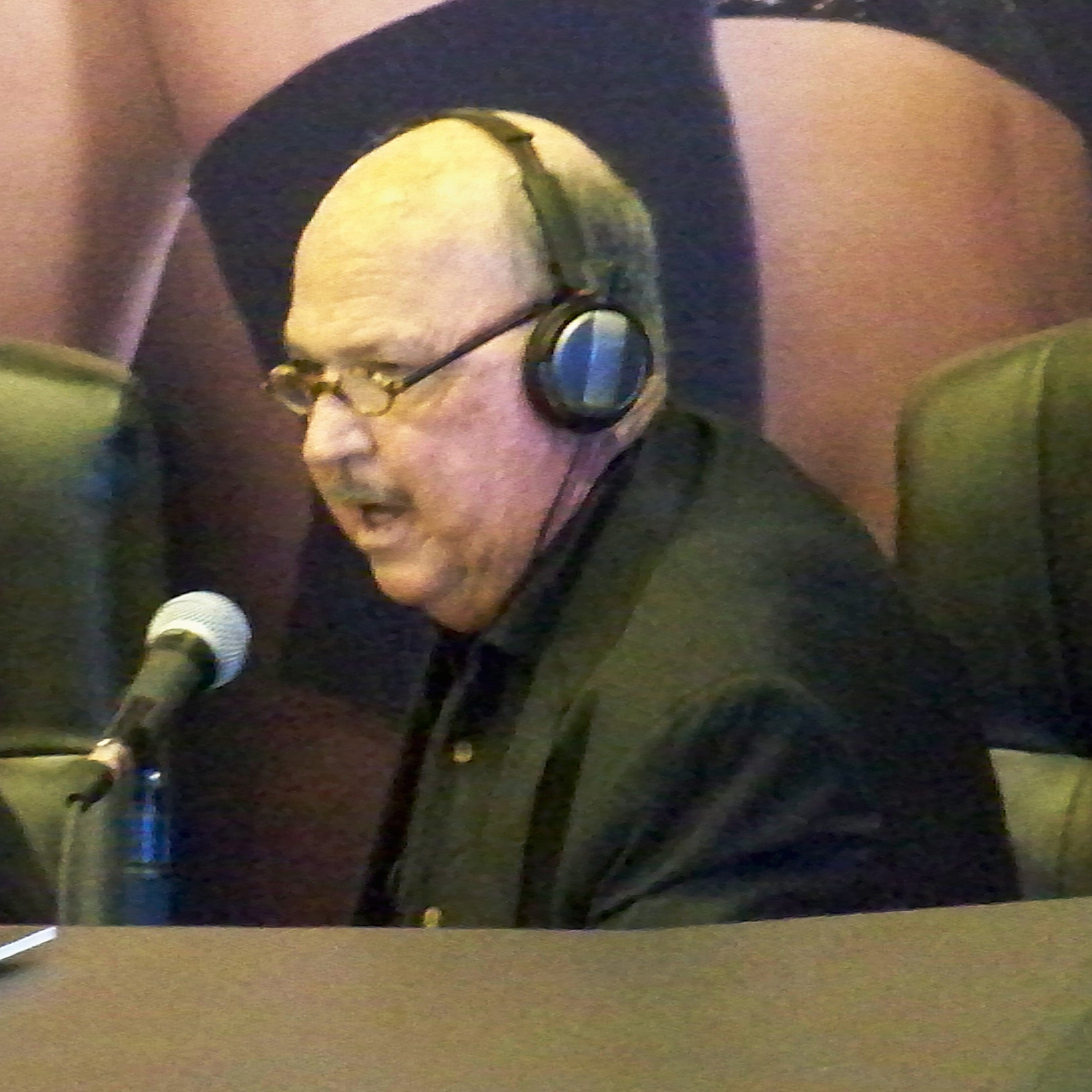
Gene Okerlund
2 januari

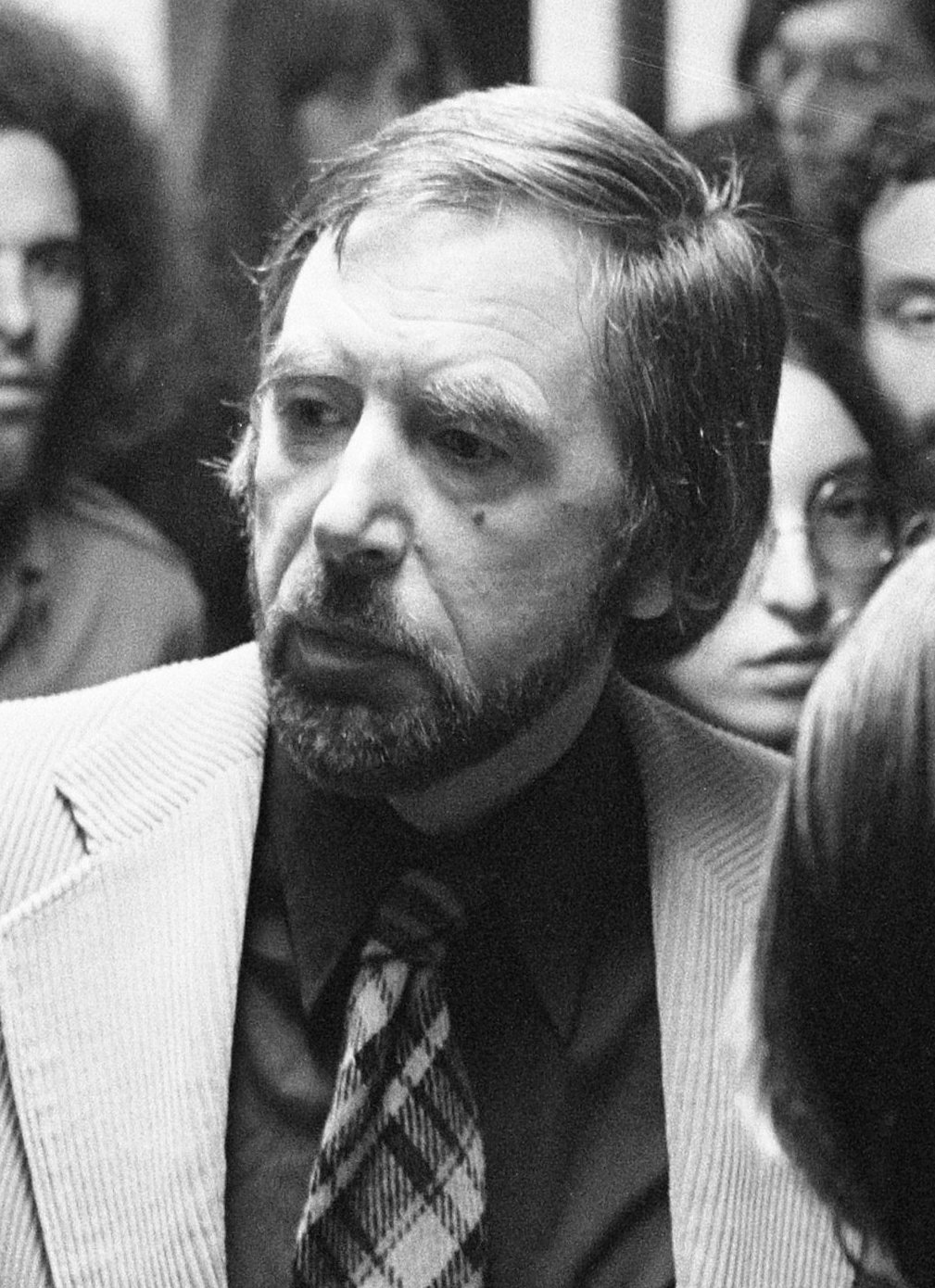
Piet Burggraaf
5 januari

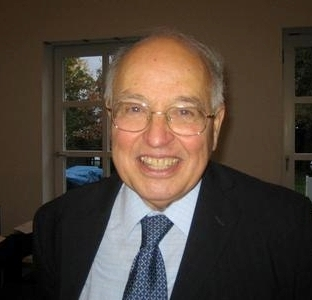
Michael Atiyah
11 januari

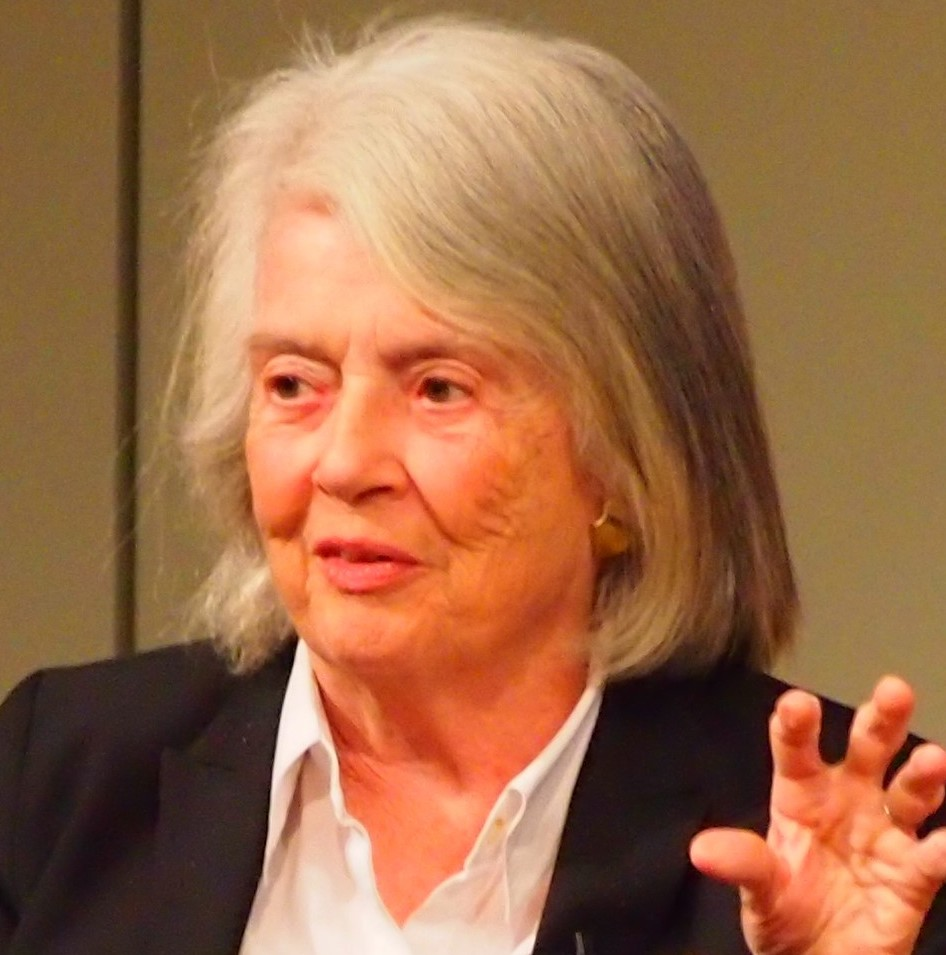
Patricia Wald
12 januari

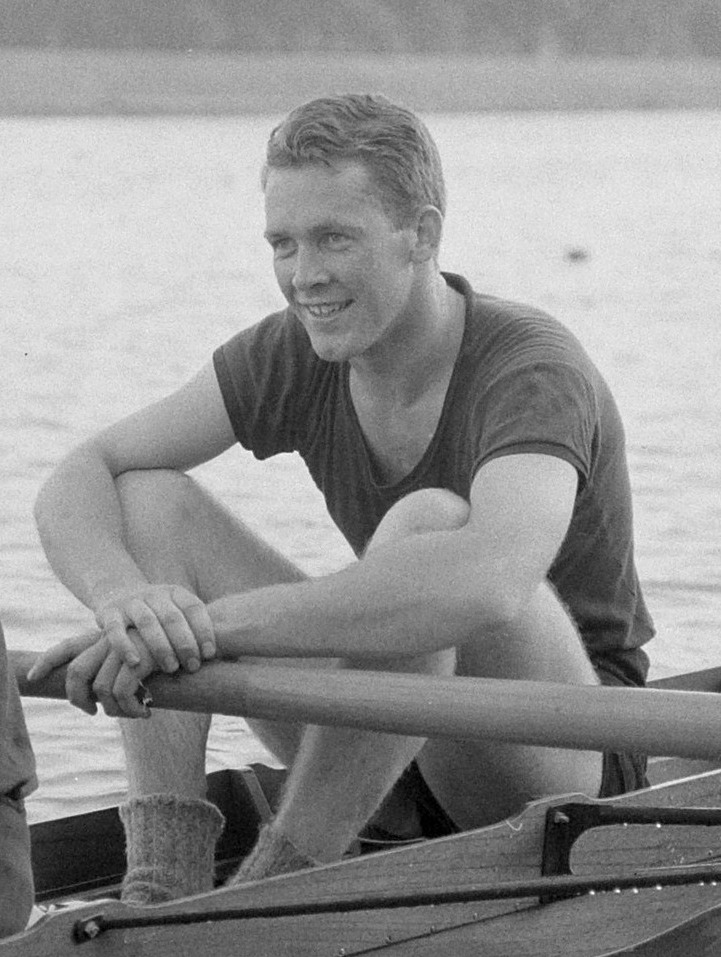
Erik Hartsuiker
13 januari

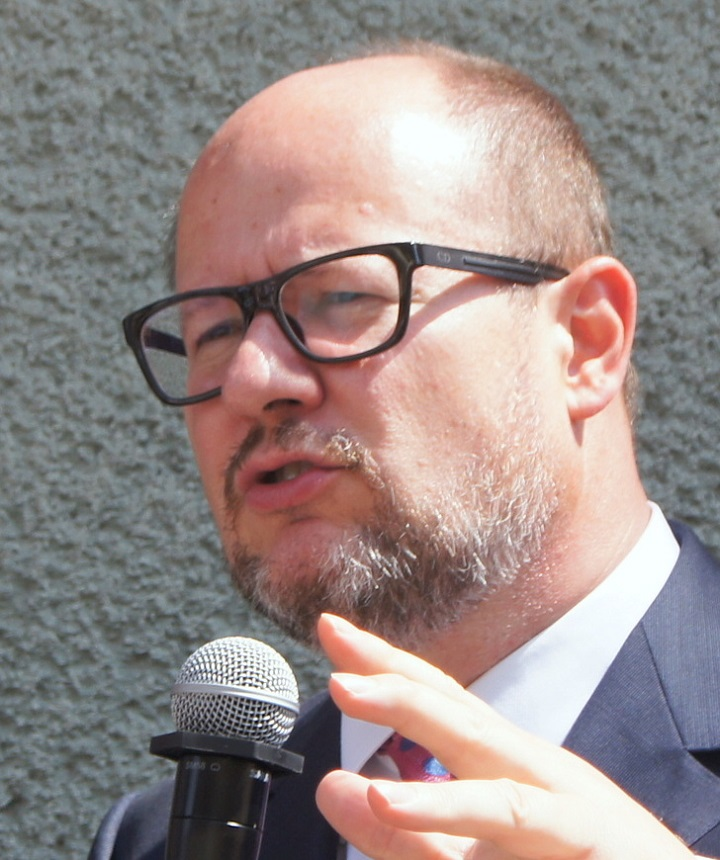
Paweł Adamowicz
14 januari

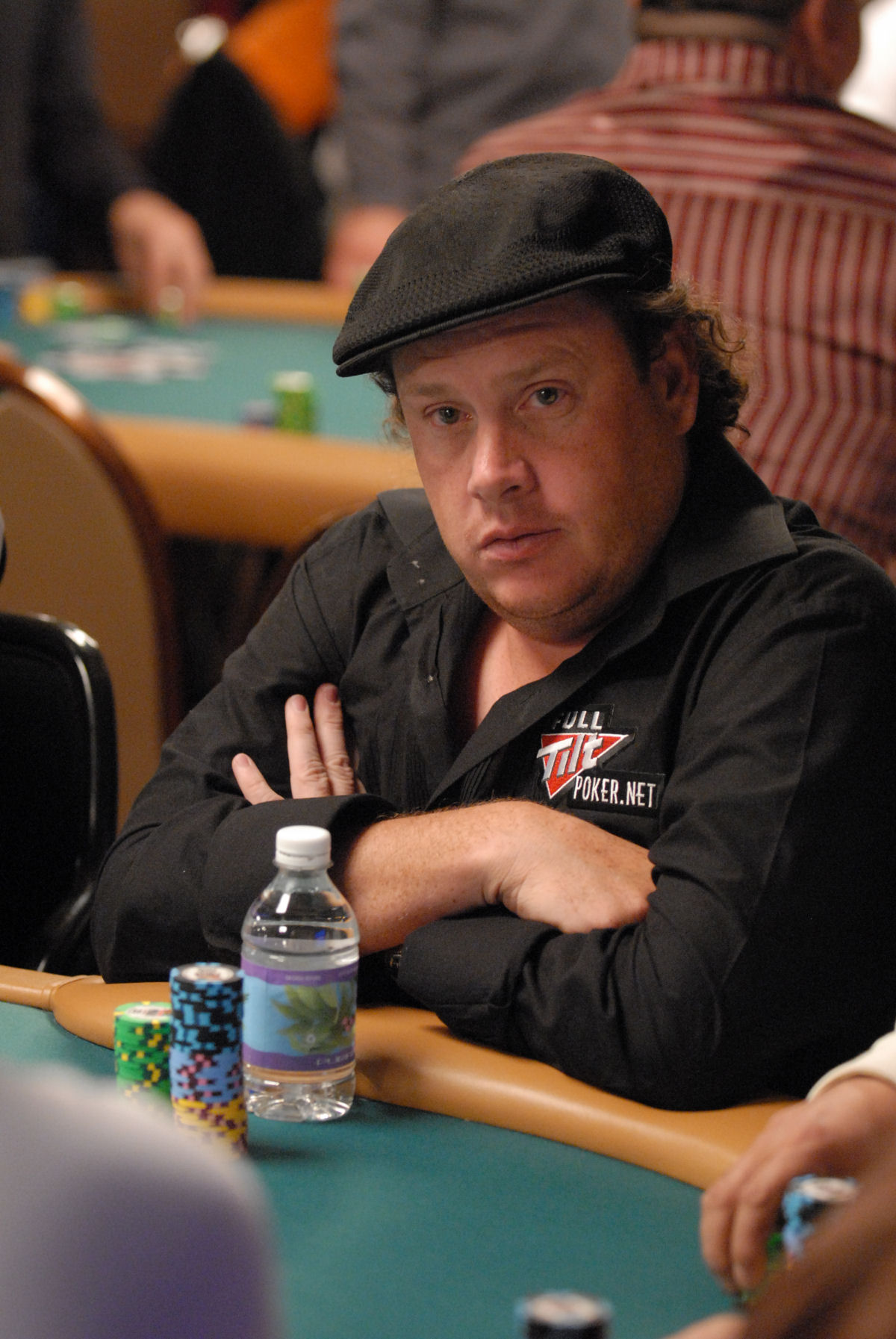
Gavin Smith
14 januari

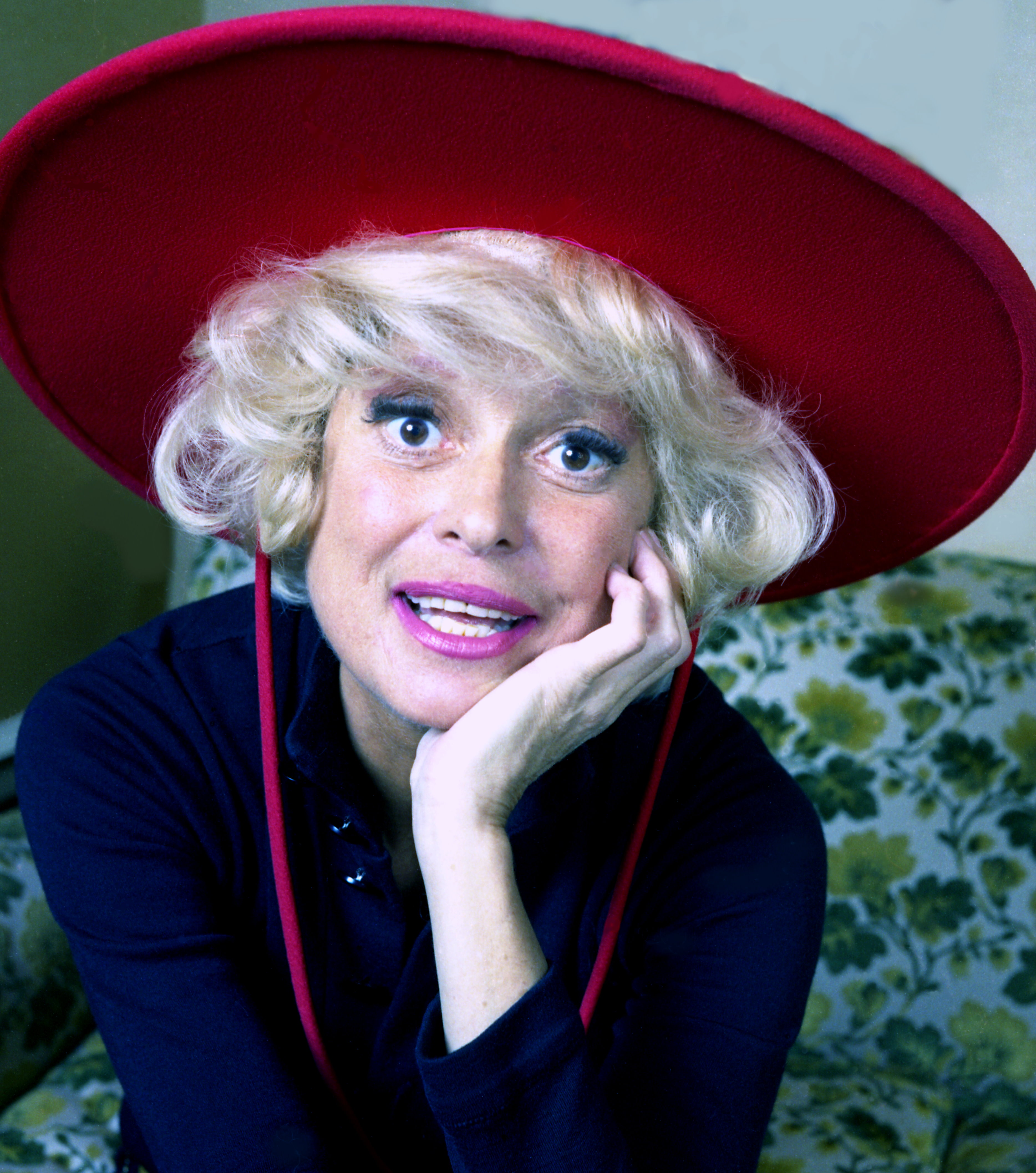
Carol Channing
15 januari

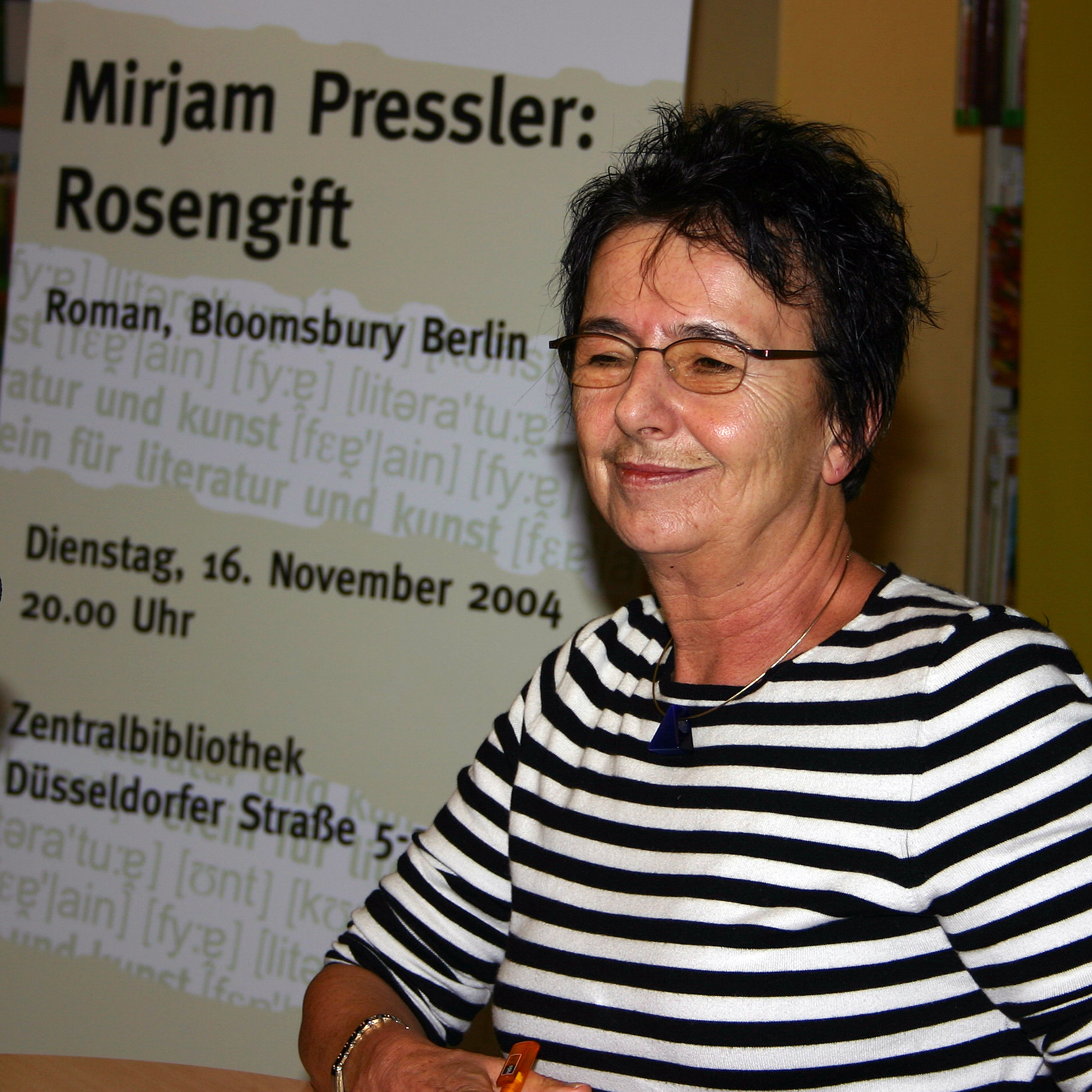
Mirjam Pressler
16 januari

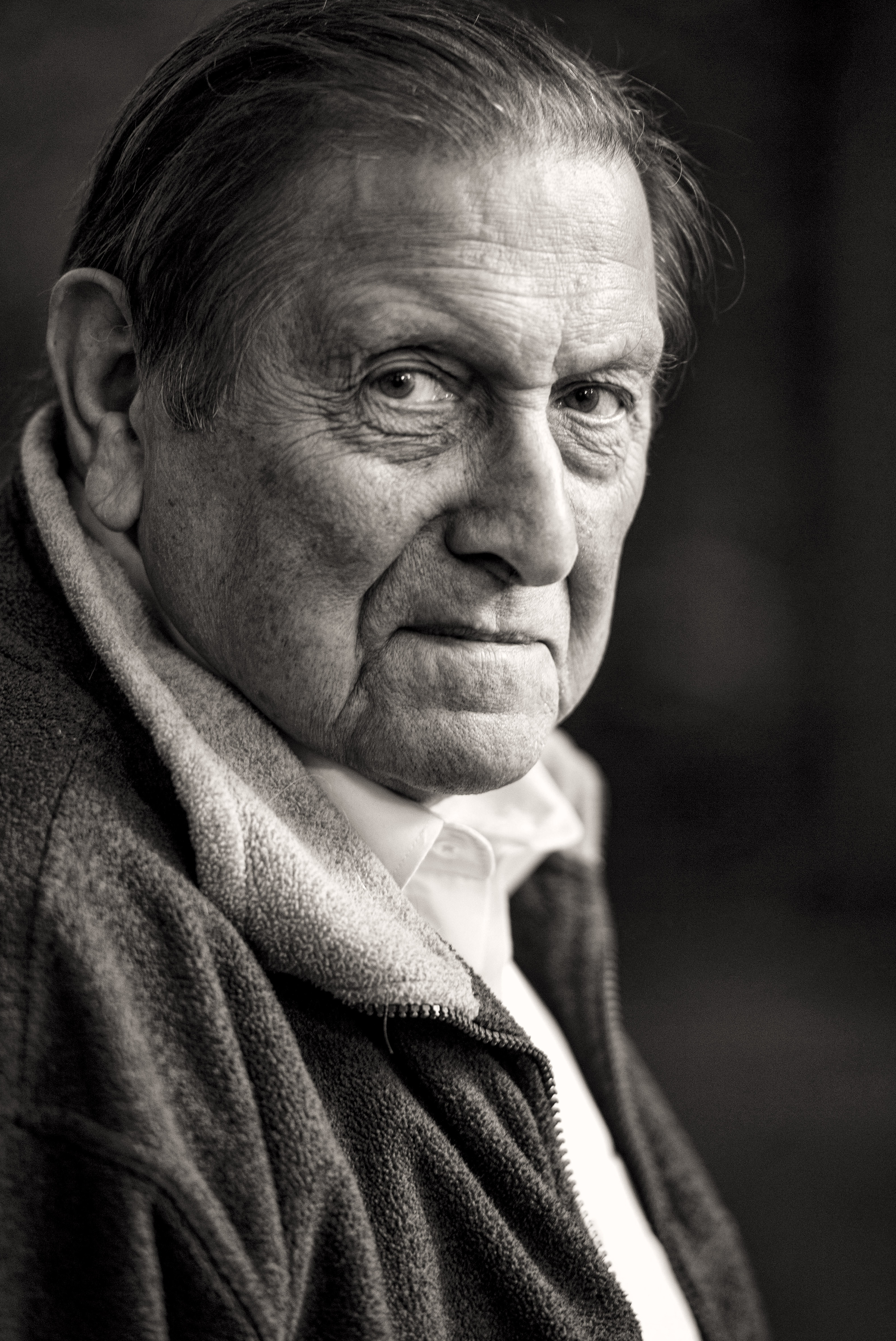
Etienne Vermeersch
18 januari

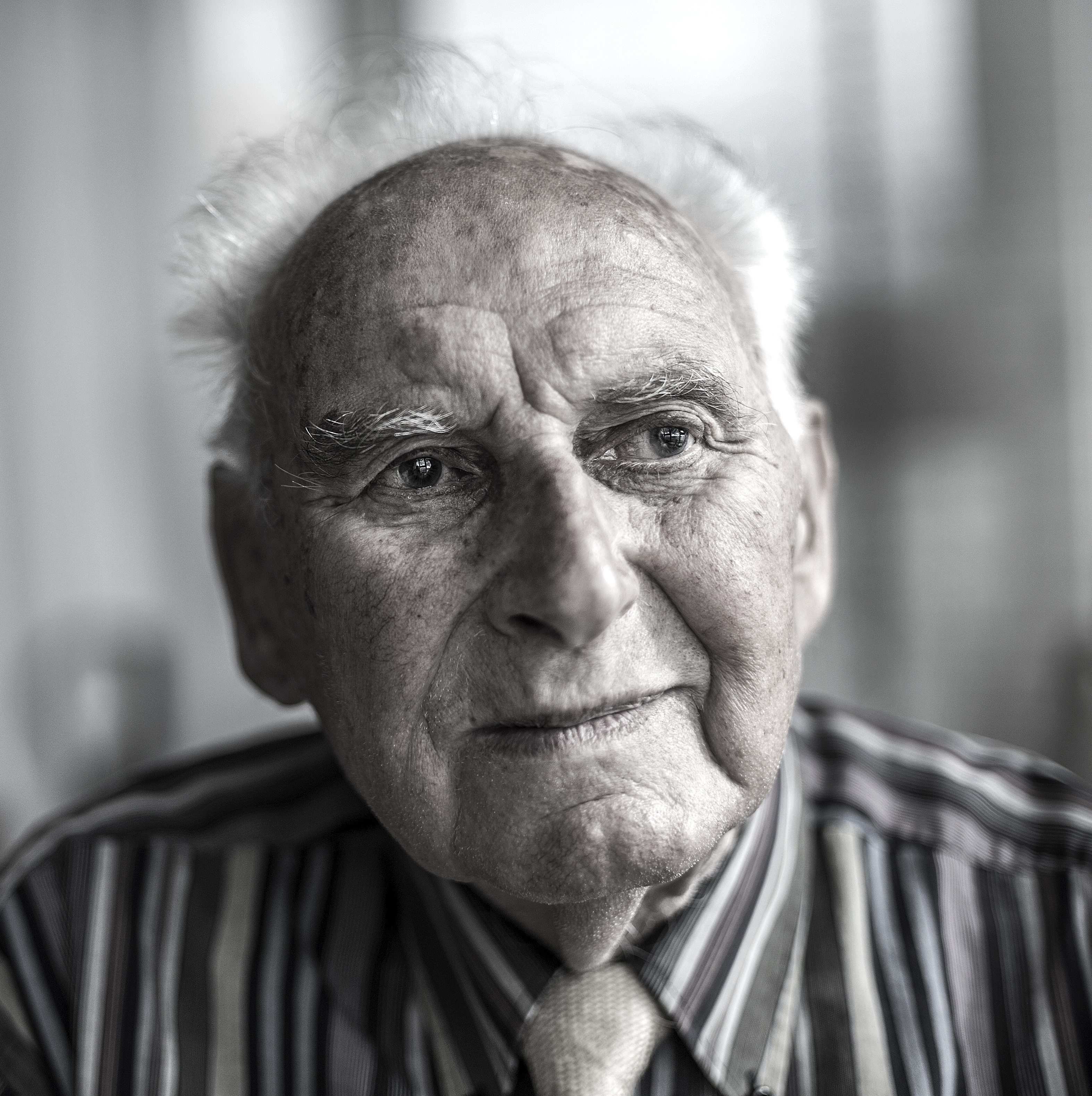
Jaap Rus
19 januari

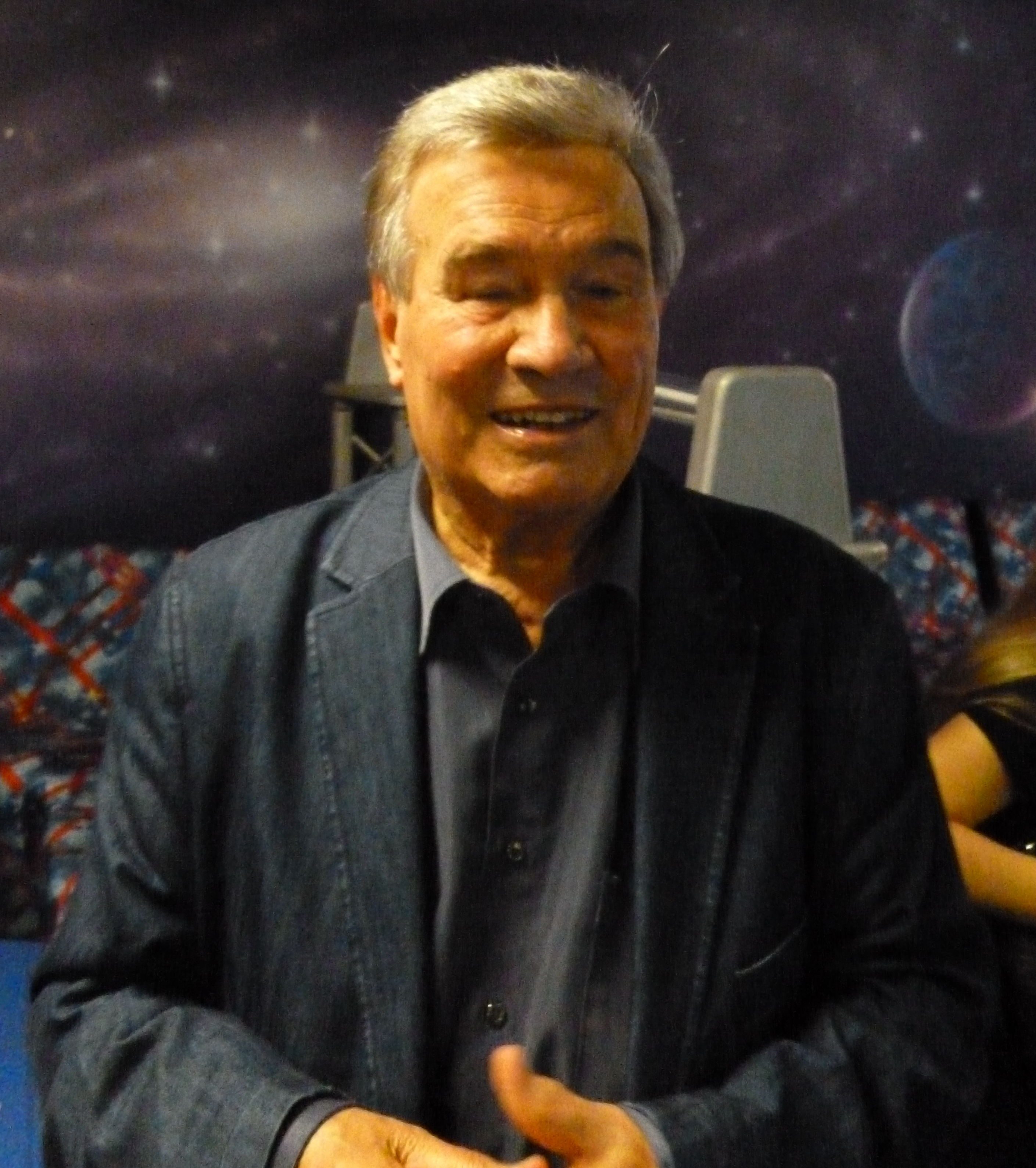
Marcel Azzola
21 januari

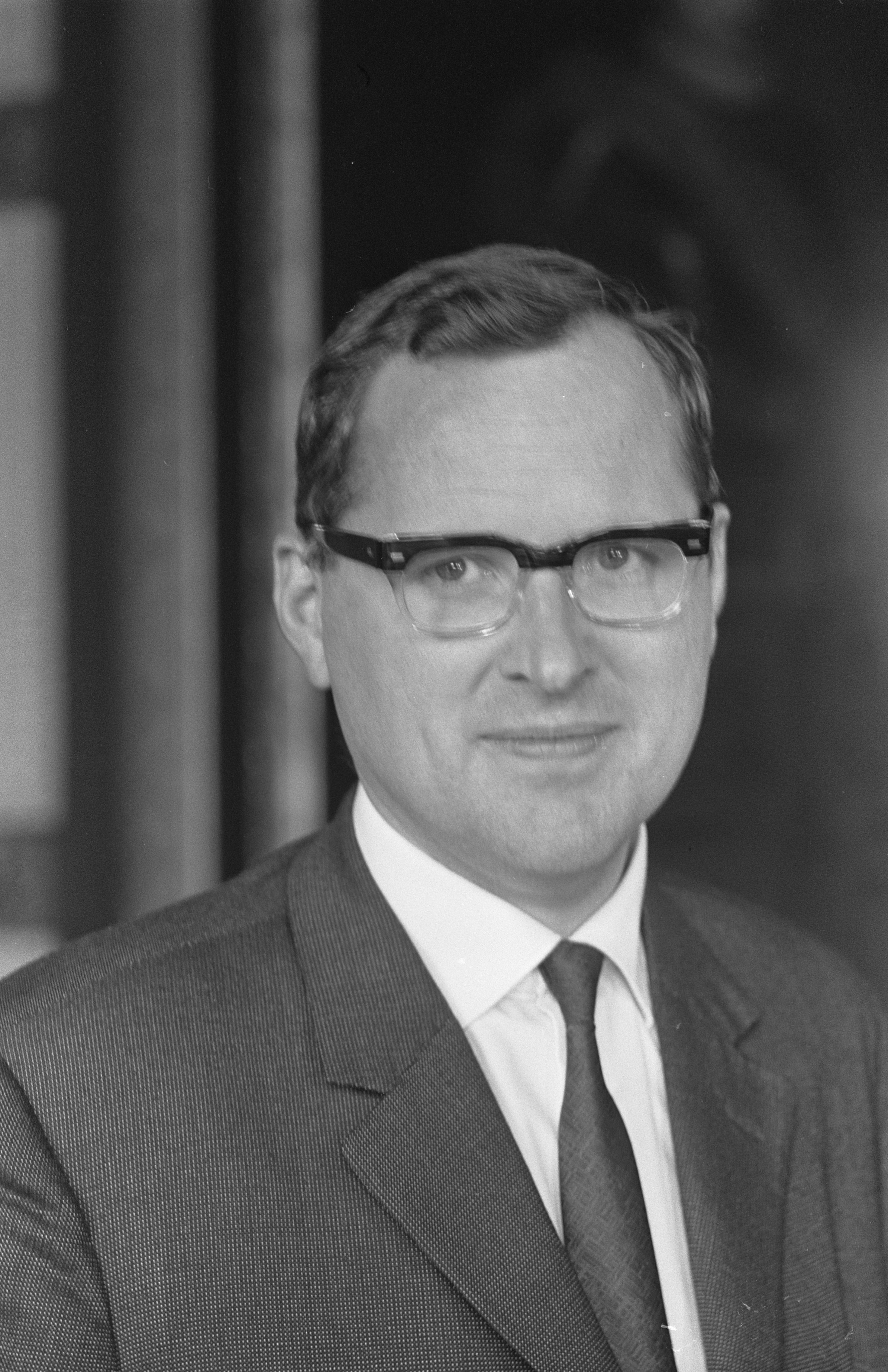
Koos Andriessen
22 januari

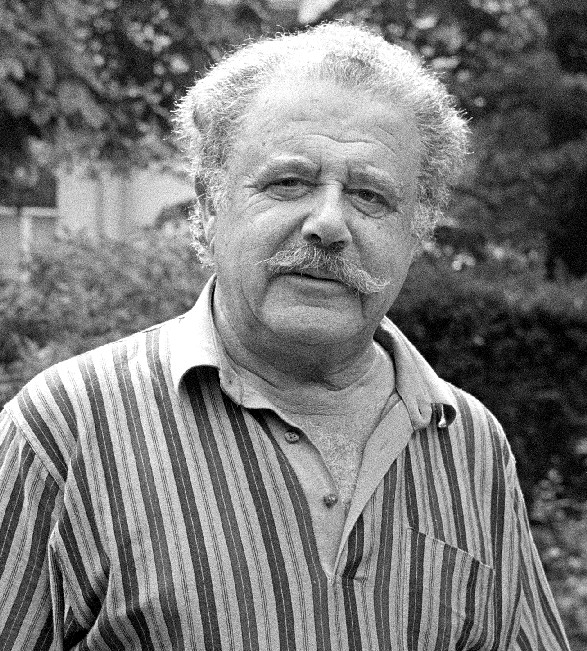
Eli Asser
25 januari

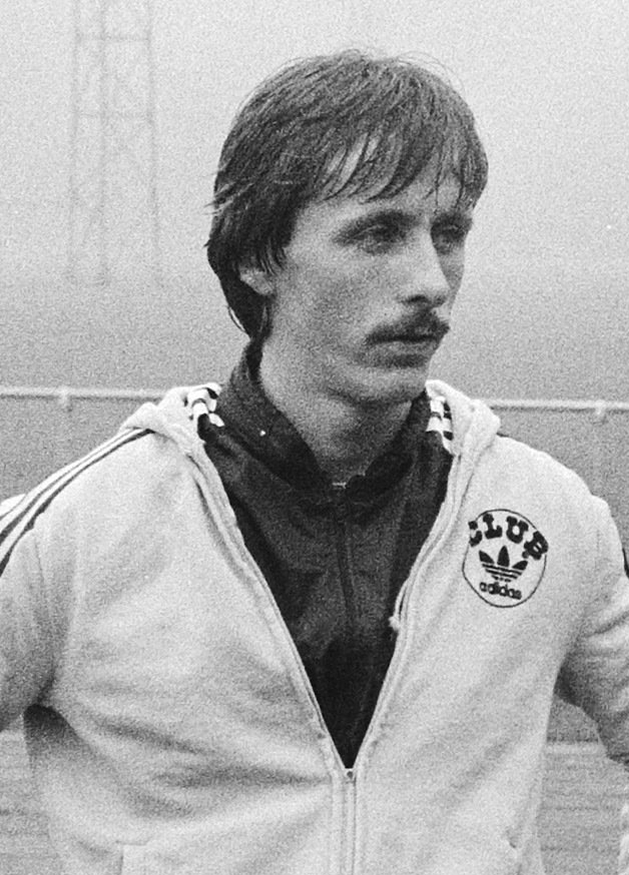
Jurrie Koolhof
28 januari

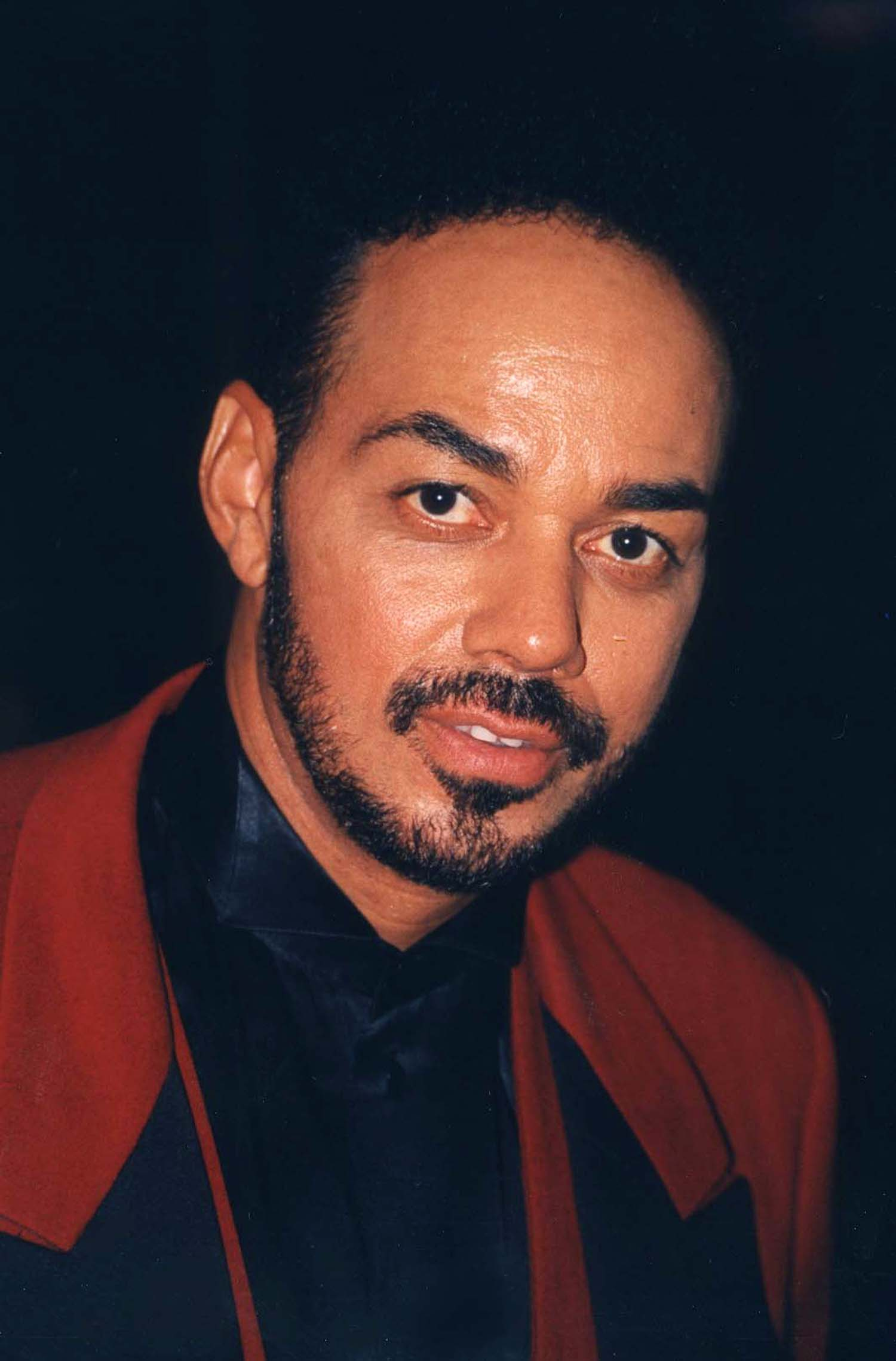
James Ingram
29 januari

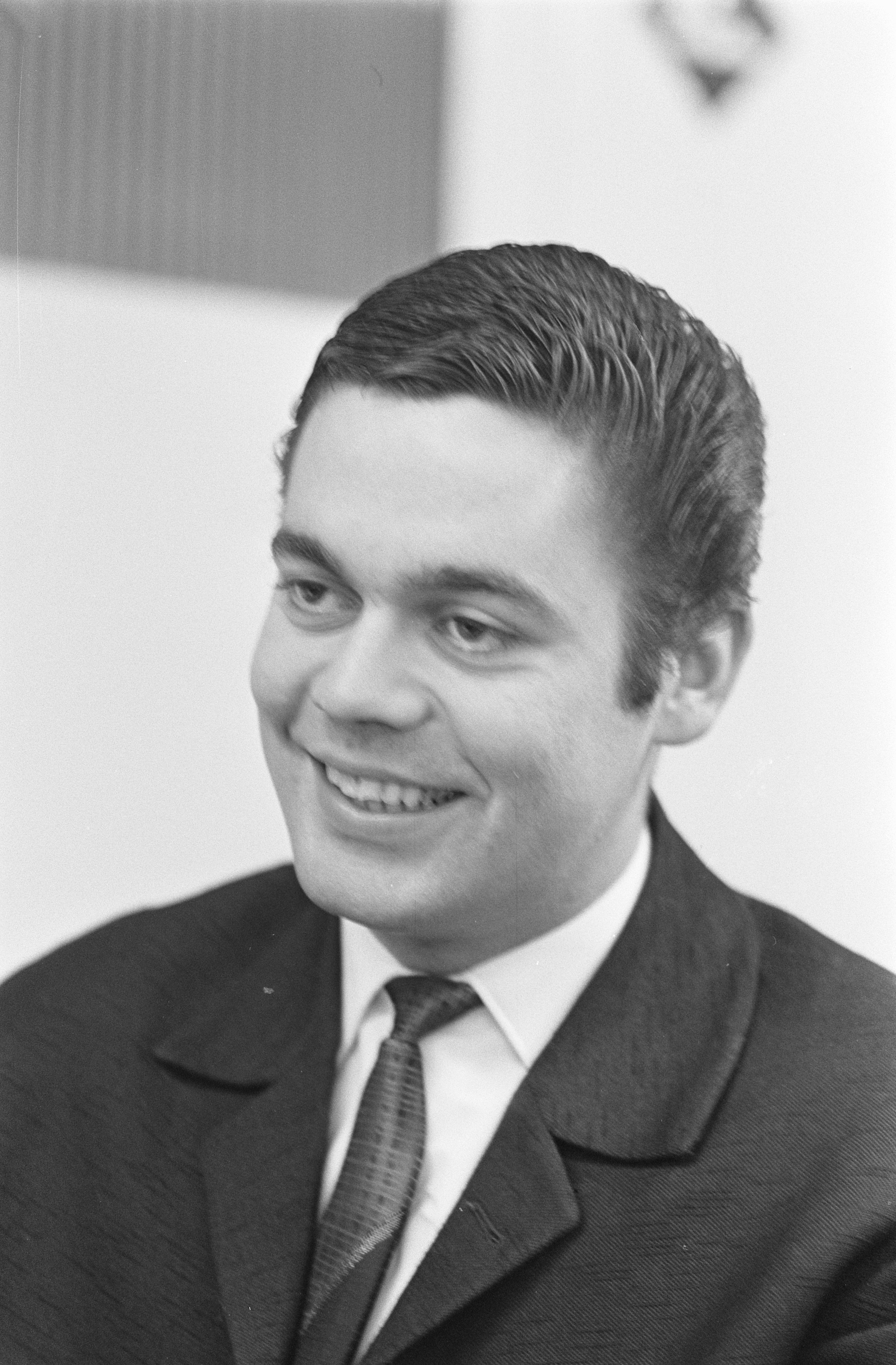
Johnny Lion
31 januari

| 1 | 2 | 3 | 4 | 5 | 6 | 7 | 8 | 9 | 10 | 11 | 12 | 13 | 14 | 15 | 16 | 17 | 18 | 19 | 20 | 21 | 22 | 23 | 24 | 25 | 26 | 27 | 28 | 29 | 30 | 31 |
| - | - | - | - | - | - | - | - | - | -- | -- | -- | -- | -- | -- | -- | -- | -- | -- | -- | -- | -- | -- | -- | -- | -- | -- | -- | -- | -- | -- |

### 1 januari
- Ivan Dimitrov (83), Bulgaars voetballer[1]
- Feis (Faisal Mssyeh) (32), Nederlands rapper[2]
- Mark Killilea (79), Iers politicus[3]
- Pegi Young (66), Amerikaans singer-songwriter[4]

### 2 januari
- Paulien van Deutekom (37), Nederlands schaatsster[5]
- Daryl Dragon (76), Amerikaans muzikant en songwriter[6]
- Bob Einstein (76), Amerikaans acteur[7]
- Henk Hendriksen (83), Nederlands burgemeester[8]
- Gene Okerlund (76), Amerikaans sportjournalist en presentator[9]
- Darius Perkins (54), Australisch acteur[10]
- Jill Stolk (69), Nederlands schrijfster, yogalerares en muziekdocente[11]
- Marcellin Theeuwes (82), Nederlands kartuizer[12]

### 3 januari
- Joe Casely-Hayford (62), Brits modeontwerper[13]
- Gao Chengyong (54), Chinees serieverkrachter en -moordenaar[14]
- Radamel García (61), Colombiaans voetballer[15]
- Herb Kelleher (87), Amerikaans ondernemer[16]
- Steve Ripley (69), Amerikaans gitarist, songwriter en platenproducer[17]
- Christine de Rivoyre (97), Frans schrijfster en journaliste[18]
- Ron West (57), Nederlands diskjockey[19]

### 4 januari
- Harold Brown (91), Amerikaans politicus[20]
- John Burningham (82), Brits kinderboekenschrijver en -illustrator[21]
- Wiet Van Broeckhoven (69), Belgisch radiopresentator[22]
- Louisa Moritz (72), Amerikaans-Cubaans actrice[23]
- Noortje Roll (73), Nederlands omroepster[24]

### 5 januari
- Piet Burggraaf (87), Nederlands politicus[25]
- Eric Haydock (75), Brits gitarist[26]
- Peter Masseurs (74), Nederlands trompettist[27]

### 6 januari
- Gregg Rudloff (63), Amerikaans geluidsontwerper[28]
- Bea Vianen (83), Surinaams schrijfster[29]

### 7 januari
- Jo Andres (64), Amerikaans filmregisseuse[30]
- Moshe Arens (93), Israëlisch politicus[31]
- Clydie King (75), Amerikaans zangeres[32]

### 8 januari
- Pierre Barillet (95), Frans toneelschrijver[33]
- Antal Bolvári (86), Hongaars waterpolospeler[34]
- Lessie Brown (114), Amerikaans supereeuweling[35]
- Michel Quaedackers (57), Nederlands realityster[36]

### 9 januari
- Ian Adamson (74), Noord-Iers burgemeester van Belfast[37]
- Kjell Bäckman (84), Zweeds schaatser[38]
- Verna Bloom (80), Amerikaans actrice[39]
- Joseph Jarman (81), Amerikaans jazzmuzikant en -componist[40]
- Jakiw Palij (95), Oekraïens oorlogsmisdadiger[41]
- Milan Pantsjevski (83), Joegoslavisch politicus[42]
- Paolo Paoloni (89), Italiaans acteur[43]
- René Reeder (94), Surinaams minister[44]

### 10 januari
- Theo Adam (92), Duits operazanger[45]
- Oscar van den Bosch (90), Nederlands burgemeester[46]
- Larry Cunningham (67), Amerikaans zanger[47]
- Patrick Eyk (52), Nederlands wielrenner[48]
- Alfredo del Mazo González (75), Mexicaans politicus[49]
- Stefanos Miltsakakis (59), Grieks-Amerikaans acteur en vechtsporter[50]

### 11 januari
- Michael Atiyah (89), Brits-Libanees wiskundige[51]
- Michel Dejouhannet (83), Frans wielrenner[52]
- Bram Grisnigt (95), Nederlands verzetsstrijder[53]
- Fernando Luján (79), Mexicaans acteur[54]

### 12 januari
- George Brady (90), Tsjechisch-Canadees Holocaustoverlevende[55]
- Louw Hekkema (81), Nederlands schaatsscheidsrechter[56]
- Elma Verhey (67), Nederlands journaliste[57]
- Patricia Wald (90), Amerikaans rechter[58]
- Jumpin’ Johnny Wilson (91), Amerikaans basketballer[59]
- Béla Zsitnik (94), Hongaars roeier[60]

### 13 januari
- Klaas Jan Beek (83), Nederlands landbouwkundige[61]
- Erik Hartsuiker (78), Nederlands roeier[62]
- Phil Masinga (49), Zuid-Afrikaans voetballer[63]
- Willie Murphy (75), Amerikaans bluesmuzikant[64]
- Elly Purperhart (86), Surinaams actrice en wintipriesteres[65]

### 14 januari
- Ido Abram (78), Nederlands hoogleraar en filosoof[66]
- Paweł Adamowicz (53), Pools burgemeester van Gdańsk[67]
- Chris Ellis (90), Brits jazzzanger en muziekproducent[68]
- Frits van Kretschmar (99), Nederlands kunsthistoricus[69]
- Jaap Nederlof (85), Nederlands burgemeester[70]
- Gavin Smith (50), Canadees pokerspeler[71]

### 15 januari
- Carol Channing (97), Amerikaans actrice[72]
- Ida Kleijnen (82), Nederlands chef-kok[73]
- Klaas van Middelkoop (101), Nederlands verzetsstrijder[74]
- Han Mulder (83), Nederlands journalist, columnist en radiomaker[75]

### 16 januari
- John Bogle (89), Amerikaans ondernemer[76]
- Lorna Doom (60), Amerikaans muzikante[77]
- Mirjam Pressler (78), Duits schrijfster en vertaalster[78]
- Jacques Senf (72), Nederlands impresario[79]

### 17 januari
- Windsor Davies (88), Brits acteur[80]
- Achille Diegenant (82), Belgisch politicus[81]
- Mary Oliver (83), Amerikaans dichteres[82]
- Reggie Young (82), Amerikaans gitarist[83]

### 18 januari
- John Coughlin (33), Amerikaans kunstschaatser[84]
- Cees Haast (80), Nederlands wielrenner[85]
- Robert Morey (82), Amerikaans roeier[86]
- Gilles Paquet (82), Canadees econoom[87]
- Etienne Vermeersch (84), Belgisch moraalfilosoof[88]
- Ivan Vutsov (79), Bulgaars voetballer[89]

### 19 januari
- Toon Abraham (82), Bonairiaans politicus[90]
- Jan Coenen (71), Nederlands voetballer[91]
- Gert Frank (62), Deens baanwielrenner[92]
- Nathan Glazer (95), Amerikaans socioloog[93]
- Ted McKenna (68), Brits drummer[94]
- Tony Mendez (78), Amerikaans inlichtingenofficier[95]
- Muriel Pavlow (97), Brits actrice[96]
- Jaap Rus (95), Nederlands verzetsstrijder[97]
- Daniel Striepeke (88) Amerikaans grimeur[98]
- Henry Sy (94), Chinees-Filipijns ondernemer[99]

### 20 januari
- Flip Broekman (64), Nederlands toneel- en liedjesschrijver[100]
- Klaus Enders (81), Duits motorcoureur[101]
- Christiane Ensslin (79), Duits feministe en activiste[102]
- Roger Marijnissen (95), Belgisch kunsthistoricus[103]
- Masazo Nonaka (113), Japans supereeuweling en oudste man van de wereld[104]
- François Perrot (94), Frans acteur[105]
- Leonardo Quisumbing (79), Filipijns rechter[106]
- Andrew G. Vajna (74), Hongaars-Amerikaans filmproducent[107]
- Wil Velders-Vlasblom (88), Nederlands burgemeester[108]

### 21 januari
- Marcel Azzola (91), Frans accordeonist[109]
- Russell Baker (93), Amerikaans journalist en schrijver[110]
- Kaye Ballard (93), Amerikaans actrice, zangeres en comédienne[111]
- Maxine Brown (87), Amerikaans countryzangeres[112]
- Merwin Goldsmith (81), Amerikaans acteur[113]
- Pedro Waldemar Manfredini (83), Argentijns voetballer[114]
- Giuseppe Minardi (90), Italiaans wielrenner[115]
- Henri van Orléans (85), Frans troonpretendent[116]
- Shivakumara Swami (111), Indiaas spiritueel leider[117]
- Harris Wofford (92), Amerikaans advocaat, politicus en mensenrechtenactivist[118]

### 22 januari
- Koos Andriessen (90), Nederlands politicus[119]
- James Frawley (82), Amerikaans televisie- en filmregisseur[120]
- Charles Vandenhove (91), Belgisch architect[121]

### 23 januari
- Diana Athill (101), Brits schrijfster[122]
- Dick Dolman (83), Nederlands parlementsvoorzitter[123]
- Ayşen Gruda (74), Turks actrice en comédienne[124]
- Éric Holder (58), Frans schrijver[125]
- Jonas Mekas (96), Litouws-Amerikaans filmregisseur[126]
- Oliver Mtukudzi (66), Zimbabwaans muzikant[127]
- Erik Olin Wright (72), Amerikaans socioloog[128]

### 24 januari
- Fernando Sebastián Aguilar (89), Spaans kardinaal[129]
- Ignacio González Gollaz (94), Mexicaans politicus[130]
- Hugh McIlvanney (84), Brits sportjournalist[131]
- Wouter Zandstra (75), Nederlands ondernemer[132]

### 25 januari
- Eli Asser (96), Nederlands tekstschrijver en Holocaustoverlevende[133]
- Roland Keijser (74), Zweeds jazzmusicus[134]
- Erwin Lienhard (62), Zwitsers wielrenner[135]
- Dušan Makavejev (86), Servisch filmregisseur[136]

### 26 januari
- Patrick Bricard (69), Frans acteur[137]
- Hubert Dethier (85), Belgisch filosoof en filoloog[138]
- Jean Guillou (88), Frans componist en organist[139]
- Henrik Jørgensen (57), Deens atleet[140]
- Michel Legrand (86), Frans musicalcomponist, dirigent, pianist en zanger[141]
- Wilma Lipp (93), Oostenrijks operazangeres[142]
- Shrinivási (92), Surinaams dichter[143]

### 27 januari
- Nina Baldytsjeva (71), langlaufster uit de Sovjet-Unie[144]
- Sjraar Peetjens (96), Nederlands zanger[145]
- Erica Yohn (90), Amerikaans actrice[146]

### 28 januari
- Jurrie Koolhof (59), Nederlands voetballer en voetbaltrainer[147]
- Isjtvan Seketsj (79), Oekraïens voetballer en voetbaltrainer[148]
- Lothar Vosseler (71), Duits schrijver[149]

### 29 januari
- Zdravko Grebo (71), Bosnisch jurist en mensenrechtenactivist[150]
- James Ingram (66), Amerikaans zanger en muzikant[151]
- Martha Ross (80), Brits actrice en presentatrice[152]

### 30 januari
- Gerard van der Kroft (85), Nederlands burgemeester[153]
- Peter Mikkelsen (58), Deens voetbalscheidsrechter[154]
- Dick Miller (90), Amerikaans acteur[155]

### 31 januari
- Harold Bradley (93), Amerikaans gitarist[156]
- Kálmán Ihász (77), Hongaars voetballer[157]
- Pablo Larios (58), Mexicaans voetballer[158]
- Johnny Lion (77), Nederlands zanger en acteur[159]

### Datum onbekend
- Emiliano Sala (28), Argentijns voetballer (verdwenen op 21 januari, doodverklaard op 7 februari)[160]

januari ·
februari ·
maart ·
april ·
mei ·
juni ·
juli ·
augustus ·
september ·
oktober ·
november ·
december
1900 ·
1901 ·
1902 ·
1903 ·
1904 ·
1905 ·
1906 ·
1907 ·
1908 ·
1909 ·
1910 ·
1911 ·
1912 ·
1913 ·
1914 ·
1915 ·
1916 ·
1917 ·
1918 ·
1919 ·
1920 ·
1921 ·
1922 ·
1923 ·
1924 ·
1925 ·
1926 ·
1927 ·
1928 ·
1929 ·
1930 ·
1931 ·
1932 ·
1933 ·
1934 ·
1935 ·
1936 ·
1937 ·
1938 ·
1939 ·
1940 ·
1941 ·
1942 ·
1943 ·
1944 ·
1945 ·
1946 ·
1947 ·
1948 ·
1949 ·
1950 ·
1951 ·
1952 ·
1953 ·
1954 ·
1955 ·
1956 ·
1957 ·
1958 ·
1959 ·
1960 ·
1961 ·
1962 ·
1963 ·
1964 ·
1965 ·
1966 ·
1967 ·
1968 ·
1969 ·
1970 ·
1971 ·
1972 ·
1973 ·
1974 ·
1975 ·
1976 ·
1977 ·
1978 ·
1979 ·
1980 ·
1981 ·
1982 ·
1983 ·
1984 ·
1985 ·
1986 ·
1987 ·
1988 ·
1989 ·
1990 ·
1991 ·
1992 ·
1993 ·
1994 ·
1995 ·
1996 ·
1997 ·
1998 ·
1999 ·
2000 ·
2001 ·
2002 ·
2003 ·
2004 ·
2005 ·
2006 ·
2007 ·
2008 ·
2009 ·
2010 ·
2011 ·
2012 ·
2013 ·
2014 ·
2015 ·
2016 ·
2017 ·
2018 ·
2019 ·
2020 ·
2021 ·
2022 ·
2023 ·
2024 ·
2025